# Святий Іоан Євангеліст (Донателло)
Святий Іоан Євангеліст — скульптура Донателло з мармуру (210x88x54 см), створена для старовинного фасаду Флорентійського собору, яка зараз знаходиться у Музеї Флорентійського Собору (Museo dell'Opera del Duomo). Датується 1408–1415 роками. Скульптура стала основним прикладом для «Мойсея» Мікеланджело.

## Історія

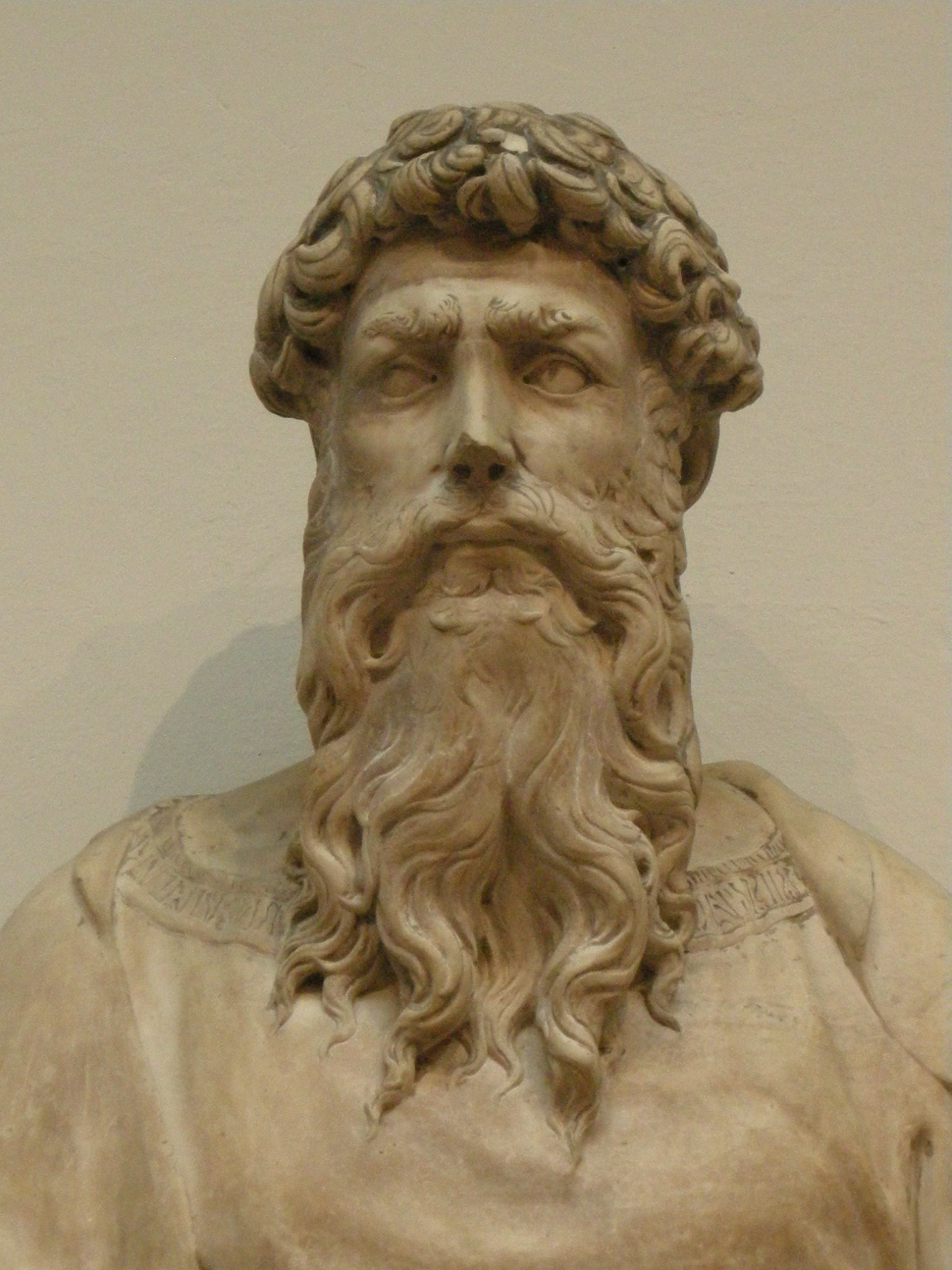
Крупний план обличчя

Флорентійський собор замовив статую Іоана Євангеліста, що сидить, у Донателло, тоді як «Лука» роботи Нанні ді Банко, «Матвій» Бернардо Чуффаньї та «Марк» Ніколо П'єтро Ламберті були вже створені. Сьогодні всі вони знаходяться в одній кімнаті музею собору. Серія прикрашала чотири ніші, розташовані з боків центрального порталу зруйнованого арнольфіанського фасаду, як це видно на малюнку Бернардіно Почетті XVI століття. Спочатку було заплановано проведення конкурсу між Нанні ді Банко, Донателло та Нікколо Ламберті, щоб вибрати найкращу роботу та довірити переможцю створити останню статую серії, але, враховуючи тривалий час роботи, проект уже був відкладений у 1410 році, коли Бернардо Чуффаньї почав створювати скульптуру Матвія.
Донателло запропонували каплицю в соборі, щоб створити статую євангеліста. У липні 1410 року вхід у кімнату, де працював скульптор, забили дошками, щоб не розкривати роботу до завершення. Робота була відкладена через інші зобов'язання Донателло. Однак у квітні 1415 року скульптору у його будинку вручили повідомлення з наказом завершити роботу протягом року під страхом штрафу в 25 флоринів. Тоді Донателло присвятив себе виключно виконанню цієї роботи, завершивши її в жовтні того ж року. Автор отримав за неї платню в 160 флоринів.

## Опис і стиль
Донателло у своєму євангелісті відреагував на пізній готичний манеризм не лише тим, що знову підключився до благородного спокою стародавніх статуй, але й пошуком уривків справжньої людяності та правди.
Святий зображений сидячим, з типовим атрибутом книги, що тримається на одній нозі лівою рукою. Драпірування з великими складками створює сильні світлотіньові ефекти, особливо в нижній частині, які збільшують відчуття об'єму нижніх кінцівок, не приховуючи їх і не економлячи на пізньоготичних іграх перспективи. Плечі вигнуті, руки спокійні та інертні. Бюст геометрично спрощений відповідно до напівкруглої шапки. Великий акцент приділяється ставним рукам, виліпленим на основі ретельного вивчення людського тіла.
Голова, борода і густе кучеряве волосся, зупинений і напружений погляд, — все це створює відчуття стриманої енергії, характерне для кращих робіт Донателло, таких як «Святий Марк» і «Святий Георгій», що створені в той самий період. Густі брови злегка наморщені, а стиснутий і зосереджений вираз також підкреслюється глибокою горизонтальною зморшкою на лобі та закритим ротом, у візерунку, імовірно, натхненного головою Юпітера Капітолійського.